# Associazione Sportiva Dilettantistica Villese
L'Associazione Sportiva Dilettantistica Villese è una società calcistica italiana con sede nella città di Villa San Giovanni. Milita in Prima Categoria Calabria Girone D, il settimo livello del campionato italiano di calcio.

## Storia

### Le origini
Già attiva nei primi anni del '900 e addirittura a fine ottocento quando nell'area dello Stretto proliferavano varie formazioni locali influenzate dagli scambi commerciali portuali con elementi di altre nazionalità spesso marinai o militari, tuttavia senza essere inquadrati in forma di associazionismo in quanto poche erano quelle società che partecipavano a campionati federali o comunque preferivano incontrarsi in partite amichevoli tra giovani del luogo e di città viciniori. Dopo il tremendo sisma del 28 dicembre 1908, una formazione villese con maglie neroverdi disputò un'amichevole contro i marinai della Marina Russa, presenti nelle città dello Stretto per dare assistenza alle popolazioni colpite dal tremendo evento. La Villese fu chiamata agli albori coi nomi di Carbonara, Diavoli Villa e A.C. Villa (società, quest'ultima, presente nel 1934-1935).

### Gli anni quaranta

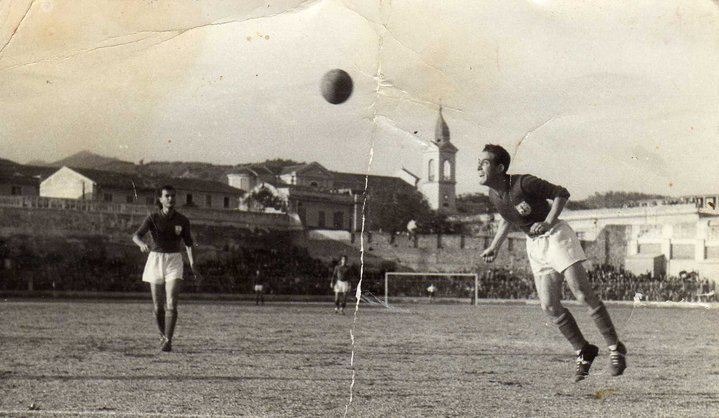

Nella seconda metà degli anni quaranta, alcuni appassionati come Crea, Cotroneo, Chiappalone, Mondello, Zagari ed il giudice Francesco Siciliano fondarono la prima società di calcio di Villa San Giovanni, denominandola “Antonio Feltrinelli” Villese, dal nome dell’unico finanziatore della società. Nella stagione 1945/1946 la Villese vinse il campionato di Prima Divisione regionale, acquisendo il diritto di partecipare alla Serie C nazionale. Nella stagione 1946-1947 la Villese partecipò per la prima ed unica volta al campionato di Serie C. Si trattava di una serie C anomala, divisa in tre grandi Leghe Interregionali formate da molti gironi ciascuna, viste le difficoltà che le squadre affrontavano negli anni dell'immediato dopoguerra. Fu una stagione memorabile per i tifosi villesi: la squadra, sotto la presidenza del giudice Francesco Siciliano e la guida dell'allenatore palermitano Paolo Russo e di giocatori rappresentativi tra i quali i palermitani Giuseppe Moncada, Antonino Pizzuto e Ottavio Terranova (poi villese di adozione), Eduardo Rizzo, Francesco Mamone, Enrico Miceli, Gigi Fucà; G. Nicoletti, Filippo Rodilosso; Luigi Albano, il foggiano Antonio Faleo, il catanese Angelo Sciuto ed altri, arrivò quinta con 24 punti nel suo girone, in cui figuravano tra le altre il Messina, la Reggina, il Crotone e il Catania. Si giocava ancora presso il vecchio campo sportivo "Meduri", situato dove ora sorge l'ex fabbrica ISA, nel cuore del quartiere Immacolata. Fu memorabile il derby contro la Reggina (allora capolista) vinto per 3-1 il 2 febbraio 1947: i neroverdi andarono in vantaggio con Eduardo Rizzo al 10' ed al 25' del primo tempo e siglarono il 3-0 all'85' con Miceli, finché al 90' la Reggina segnò il gol della bandiera con Erminio Bercarich su rigore. Nonostante gli ottimi risultati sportivi, l'esperienza della squadra neroverde in terza serie durò solo per quella stagione e, a causa di problemi finanziari, la compagine reggina si iscrisse al torneo di Prima Divisione calabrese per la stagione successiva, rimanendo definitivamente nelle serie dilettantistiche fino alla stagione 1949/1950.

### La ripresa dell'attività agonistica
Dopo oltre un decennio di inattività dovuta a mancanza di strutture idonee allo svolgimento dell'attività agonistica (l'area del vecchio stadio situato al centro nel rione Immacolata di fronte al Duomo era stata requisita dall'amministrazione comunale per istituire la fabbrica ISA), il 1961 (stagione sportiva 1960/1961) segna il ritorno dei neroverdi. I sette fondatori promotori della rinascita furono: Alberto Amuso, Antonio Aragona, Famà, Fedele, Enzo Ruoti, Sangervasio ed Ottavio Terranova, partendo dall'allora Terza Categoria e venendo ospitata nei campi di Scilla e Bagnara Calabra nell'attesa che venisse reperito il terreno situato nell'attuale contrada Lupina, donato dalla famiglia Santoro, terreno che fu ultimato dalla ditta Chementin (grazie all'interessamento del sindaco Caminiti, il quale mantenne la promessa fatta il giorno dell'impresa della promozione) impegnata nella costruzione dello svincolo autostradale dell'A2 ed inaugurato una domenica di novembre del 1962. Due stagioni memorabili e ricche di traguardi che portarono la Villese, con altrettante vittorie, ad approdare nel campionato di Prima Categoria, massimo torneo regionale dell'epoca. Fu un'apoteosi. Uno dei fautori della rinascita, assieme ad altri giovani volenterosi fu l'ex giocatore della Serie C Ottavio Terranova, personaggio che spesso sedette sulla panchina neroverde, talvolta scendendo in campo in età avanzata e che purtroppo ricevette anche pesanti critiche, soprattutto in una stagione negli anni settanta dove fu primo in classifica e qualche detrattore al grido di "Villese sì, Terranova no" costrinse alle dimissioni il tecnico di origini palermitane ma villese di adozione.

### Gli anni ottanta e novanta
Stagioni di rilievo se ne ricordano varie: la vittoria della Coppa Calabria edizione 1979-1980, quando allo stadio Comunale (attuale Oreste Granillo) di Reggio Calabria la Villese sconfisse per 1-0 il Gioiosa Ionica; 1981-1982: la Villese con Aldo Taranto in panchina trionfò nel campionato di Prima Categoria venendo promossa nel Campionato Regionale di Promozione Girone Unico; 1985-1986: sotto la guida dell'allenatore Gabriele Martino, al termine del campionato di Promozione, raggiunse il secondo posto in classifica, disputando gli spareggi con Deliese (1-1 a Cosenza) e Corigliano (perdendo 0-1 a Catanzaro); 1993-1994: vittoria del Campionato di Promozione girone B e vittoria del trofeo delle vincenti dei due gironi di Promozione Calabria, ottenuta a Villa San Giovanni sul Cirò Krimisa col risultato di 5-1 con Raffaele Nucera in panchina; 1996-1997: secondo posto in classifica nel campionato di Eccellenza Calabria con Giuseppe Zindato in panchina che gli è valsa la possibilità di disputare gli spareggi interregionali per approdare nel campionato di Serie D persi poi contro il Rutigliano (Villese sconfitta fuori casa all'andata per 2-0 e vittoria in casa per 3-1).

### Gli anni duemila
Nella stagione 2003-2004 la Villese vinse il campionato di Promozione girone B con Raffaele Nucera in panchina, dopo un appassionante duello testa a testa col Guardavalle. Una stagione storica per la Villese fu l'annata 2004-2005, in cui la squadra neroverde dominò l'Eccellenza, vincendo nel girone unico con 78 punti e battendo parecchi record a livello nazionale ed europeo (raggiungendo le 24 vittorie consecutive in campionato, record detenuto fino al marzo 2023, quando il Sora lo supera con 25 vittorie consecutive), vittoria della Coppa Italia regionale, i quarti di finale della Coppa Italia fase interregionale uscendo "clamorosamente" ed inaspettatamente di scena ai calci di rigore con la formazione pugliese del Real Altamura e della Supercoppa regionale. Da segnalare, inoltre, il successo per aver dominato per 2 stagioni consecutive vincendo il campionato di Promozione e quello di Eccellenza. Tuttavia la stagione seguente non poté disputare il campionato di Serie D a causa di una inspiegabile rinuncia dovuta alla mancata iscrizione.

### Gli anni duemiladieci
Ricostituita nel 2010 come A.S. Virtus Villese, è ripartita dalla Terza Categoria, iscrivendosi ai tornei Allievi e Giovanissimi Regionali e alle altre categorie giovanili. Ha vinto il campionato di Prima categoria 2011-2012, tornando così in Promozione. All'inizio della stagione sportiva 2013-2014, ha cambiato denominazione sociale in A.S. Villese, riprendendo quindi, l'antico nome.

## Palmarès

### Competizioni regionali
- Eccellenza: 1

2004-2005
- Promozione: 2

1994-1995 e 2003-2004
- Prima Categoria: 1

1981-1982
- Seconda Categoria: 1

1961-1962
- Terza Categoria: 2

1960-1961 e 2010-2011
- Prima Divisione: 1

1945-1946
- Coppa Italia Dilettanti Calabria: 1

2004-2005
- Supercoppa Italia Dilettanti Calabria: 2

1994-1995 e 2004-2005
- Coppa Calabria Dilettanti: 1

1979-1980